# Care Bears

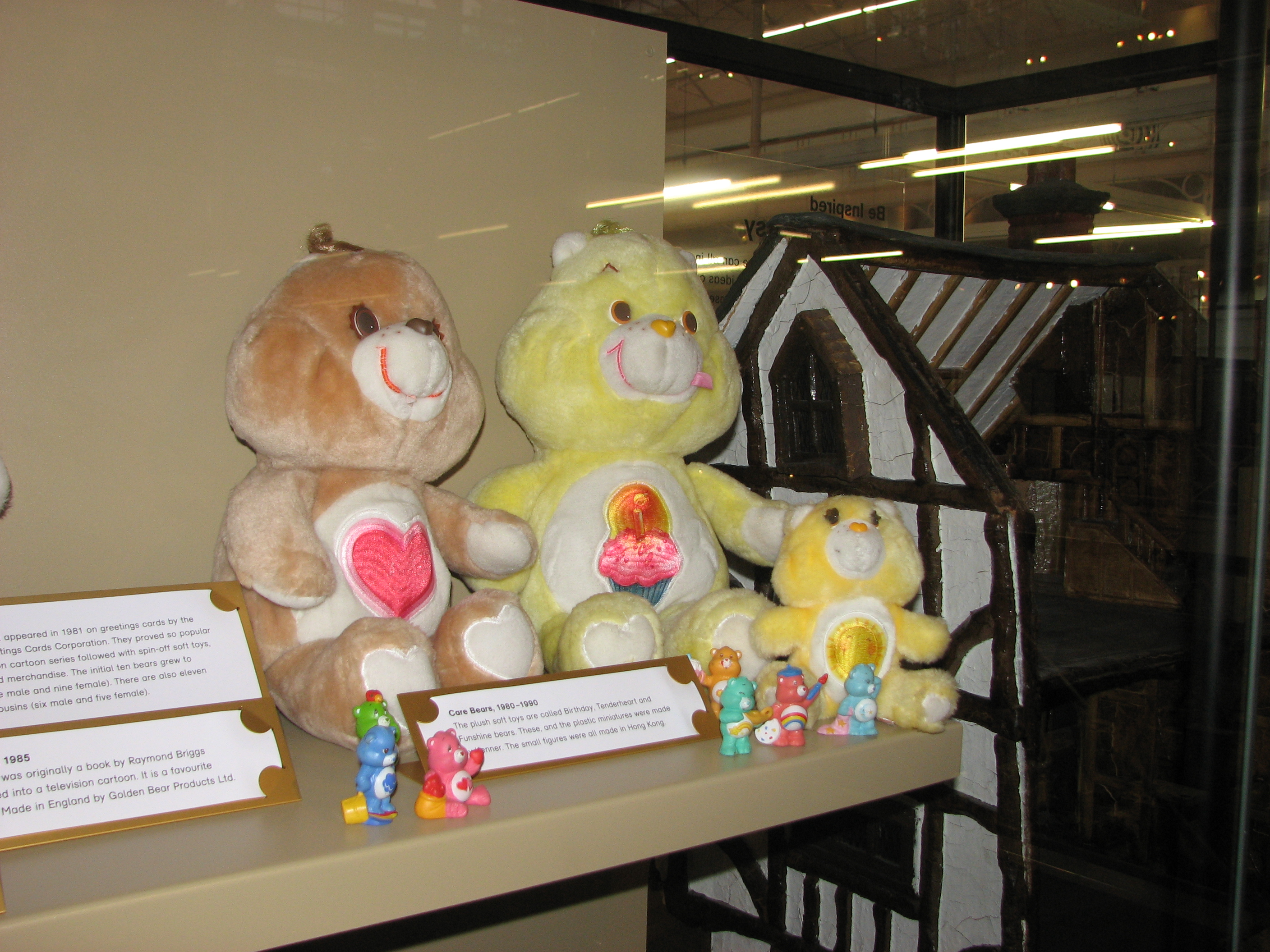
Diferentes peluches de ositos cariñositos en un museo en Reino Unido.

Care Bears es una línea de juguetes estadounidenses que fueron muy populares en los años 1980. En España son conocidos como Osos amorosos y en Hispanoamérica su nombre era el de Cariñositos, aunque popularmente se les llamaba Ositos cariñositos. Hechos con gran variedad de colores, fueron vendidos, entre 1983 y 1987, unos 40 millones de estos osos de felpa. Un nombre, una tarea y un símbolo se relacionaban con cada oso. Por ejemplo, Sueñosito ayuda a la gente a dormir; tiene una luna azul en la panza, así, todos tenían poderes relacionados con el símbolo que los identificaba a cada uno y los elevaba a la categoría de superhéroes.

## Historia

### Antecedentes y primera generación (1981-1984)
En 1981 American Greetings lanzó a los Care Bears como personajes de una serie de tarjetas de felicitación, complementando la nueva línea de expansión de personajes que empezó en 1979 con otra popular franquicia, Rosita Fresita (conocida en Sudamérica como Frutillita). Como se menciona arriba, cada uno de los osos expresaba un sentimiento o deseo en particular, enfatizado por su color y por su símbolo en su barriga, y fueron un éxito instantáneo. Para 1983 ya existía una vasta línea de artículos licenciados.
Las primeras animaciones oficiales de los Care Bears fueron lanzadas como dos especiales en 1983 y 1984 por la hoy desaparecida compañía Atkinson Film Arts, presentando a los Care Bears originales y a su primer villano, el doctor Cold Heart.

### Segunda generación e hiato (1985-2001)
Posteriormente, la compañía DIC Entertainment daría continuidad a los especiales con una serie animada de 21 episodios transmitida por las estaciones de la cadena ABC, en la que básicamente los Care Bears se limitaban a encarnar sus roles como personajes de tarjetas de felicitación, manteniendo como su villano al doctor Cold Heart. En ese momento el diseño se cambió de forma sustancial.
Al terminar el contrato de temporada con DIC, ABC y American Greetings (con su recién creada división de licencias de personajes «Those Characters from Cleveland, Inc.») firmaron con la compañía canadiense Nelvana para la producción de nuevas temporadas de la serie. Estas tendrían un diseño de personajes más acorde a los originales, cambios en la trama en la que los Care Bears pasan de ser meras tarjetas ambulantes a tener personalidades más definidas y aventuras propias, la introducción acertada de personajes nuevos como los Care Bear Cousins, así como de villanos nuevos como Sin Corazón y el señor Bestia.
La serie de los Care Bears pasó a ser un gran éxito que abarcaría una producción total de 74 episodios producidos por Nelvana, así como tres películas (Care Bears en 1986, A New Generation en 1987 y Adventures in Wonderland en 1988). Con el final de la serie en la Navidad de 1988 los Care Bears fueron dejados en el olvido durante cuatro años, y en 1992 volvieron a introducirse los peluches en el mercado a propósito del décimo aniversario de la franquicia, con los agregados de Proud Heart Bear, básicamente un oso orgulloso de ser estadounidense (que curiosamente fue lanzado justo durante la guerra del Golfo Pérsico), y la para muchos torpe idea de los osos preocupados por el medio ambiente llamados Enviromental Bears.

### Reinvención y tercera generación (2002-2011)
Posteriormente, en 2002 toda la línea de los Care Bears (desde tarjetas hasta peluches y recopilaciones en DVD y VHS de los episodios viejos y las películas) fue reintroducida al mercado con gran éxito, aunque de nuevo con la introducción de un oso patriota: América Cares Bear, un oso con el mensaje de que los Estados Unidos son una nación que protege a las demás. 
Durante los siguientes años se encuentran disponibles en el mercado dos nuevas películas de Care Bears hechas totalmente en CG tridimensional, las cuales fueron lanzadas en formato de DVD en 2004 (Los Ositos viajan a Bromilandia) y 2005 (La gran película del Deseo de los Cariñositos).
En el 2007, como conmemoración de los 25 años de los Care Bears se estrenó una nueva película en animación tridimensional titulada  Oopsy Does It!, donde se replantea todo el universo de la franquicia desde un inicio y con un aspecto más remozado y fresco. Este reinicio estuvo a cargo de DIC Entertainment y del estudio canadiense Sabella Dern. Luego del estreno de la película, CBS estrenó una nueva serie titulada Adventures in Care-a-lot, la cual dura dos temporadas. Aparte del nuevo diseño, se incorporan numerosos personajes más un villano, Grizzle, y se eliminan los Cousins. Se lanzarían tres películas más entre 2009 y 2010: Share Bear Shines, To the Rescue y The Giving Festival.

### Cuarta generación (2012-actualidad)
En 2012 el estudio Moonscoop y el canal vía streaming The Hub producen una nueva serie llamada Welcome to Care-a-lot, que reproduce el diseño original de los Care Bears en animación tridimensional. Sólo duró una temporada y se canceló, aunque en 2015 Netflix organizó con Moonscoop un spin-off con nuevas intervenciones de los Cousins.

## Personajes

### Primera generación
- Tiernosito (Latino) / Angeloso (Castellano) / Tenderheart bear (English)
- Alegrosita (Latino) / Maravillosa (Castellano) / Cheer Bear (English)
- Amorosita (Latino) / Love-a-lot Bear (English)
- Amigosita (Latino) / Friend Bear (English)
- Cumpleañosito (Latino) / Birthday Bear (English)
- Deseosita (Latino) / Deseoso (Castellano) / Wish Bear (English)
- Divertosito (Latino) /Gracioso (Castellano) / Funshine Bear (English)
- Gruñosito (Latino) /Quejoso (Castellano) / Grumpy Bear (English)
- Sueñosito (Latino) / Bedtime bear (English)
- Suertosito (Latino) / Furtunoso (Castellano) / Good Luck Bear (English)

### Tercera generación
- Chistosita / Risueñosita (Laugh-a-lot Bear)
- Amigosito (Friend Bear)
- Revoltosito (Oopsy Bear)
- Mejor amigosita (Best Friend Bear)
- Juegosito (Play-a-Lot Bear)
- Armoniosita (Music Bear)
- Puercosito (Pig Bear)
- Bobosito (Silly Bear)

### Cousins
(con los nombres inglés)
- Caballito Corazoncito Noble (Noble Heart Horse)
- Cerdita Corazoncito Goloso (Treat Heart Pig)
- Conejita Corazoncito Veloz (Swift Heart Rabbit)
- Elefantito Corazoncito Gigante (Lotsa Heart Elephant)
- Gatita Corazoncito Orgulloso/Orgullosita (Proud Heart Cat)
- Leoncito Corazoncito Valiente (Brave Heart Lion)
- Mapachecito Corazoncito Luminoso (Bright Heart Raccoon)
- Monito Corazoncito Travieso (Playful Heart Monkey)
- Ovejita Corazoncito Gentil (Gentle Heart Lamb)
- Perrito Corazoncito Leal (Loyal Heart Dog)
- Pingüinito Corazoncito Amable (Cozy Heart Penguin)

## Producciones

### Series
- 1985: Care Bears / Los ositos Cariñositos (LA) / Los osos amorosos (ES)
- 1986-88: The Care Bears Family / Los Cariñositos (LA) / Los osos amorosos (ES)
- 2007-08: Care Bears: Adventures in Care-a-lot / Ositos Cariñositos: Aventuras en Quiéreme Mucho (LA) / Los osos amorosos (ES)
- 2012: Care Bears: Welcome to Care-a-lot / Ositos Cariñositos: Bienvenidos a Quiéreme Mucho (LA) / Los Osos amorosos: Bienvenidos a Mucho-Mimo (ES)
- 2015-16: Care Bears & Cousins / Ositos Cariñositos y primos (LA) / Los osos amorosos y sus primos (ES)
- 2019-20: Care Bears: Unlock the Magic / Ositos Cariñositos: Libera la magia (LA)

### Películas
- Ositos Cariñositos (1985)
- Ositos Cariñositos 2: Una nueva generación (1986)
- Ositos Cariñositos 3: Aventuras en el País de las Maravillas (1987)
- Los Ositos viajan a Bromilandia (2004)
- La gran película del Deseo de los Cariñositos (2005)
- Ositos Cariñosos: La historia de Revoltosito (2007)
- Ositos Cariñositos: Generosita es una estrella (2009)
- Ositos Cariñositos al Rescate (2010)
- Ositos Cariñositos: El Festival de los Regalos (2010)